# マルティン・ヘリンガー
マルティン・カール・ヘリンガー(Martin Karl Hellinger 1904年7月17日 - ?) はナチス・ドイツの歯科医であり、1943年に女性を収容していたラーフェンスブリュック強制収容所に赴任し、処刑された人間の遺体から金歯を回収する仕事に就いた。
1946年に始まった最初のラーフェンスブリュック裁判では、15年の懲役を宣告された。1955年に恩赦を受け、歯科業に復職するための資金も受け取った。ヘリンガーの後半生はほぼ不明である。

## 生涯

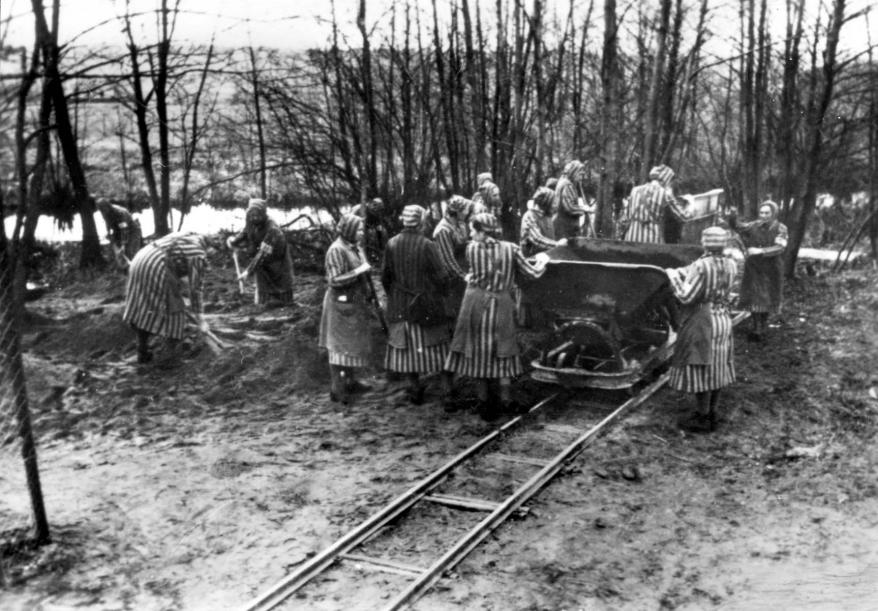
ラーフェンスブリュックに収容された女性の囚人

ヘリンガーがナチスの親衛隊(SS)に入ったのは1933年のことである。彼は1941年にはザクセンハウゼンで、1941年から1942年にはフロッセンビュルクで勤務した。1943年の春から1944年まで、ラーフェンスブリュックに赴任しており、このあいだ彼は大尉に昇進した。

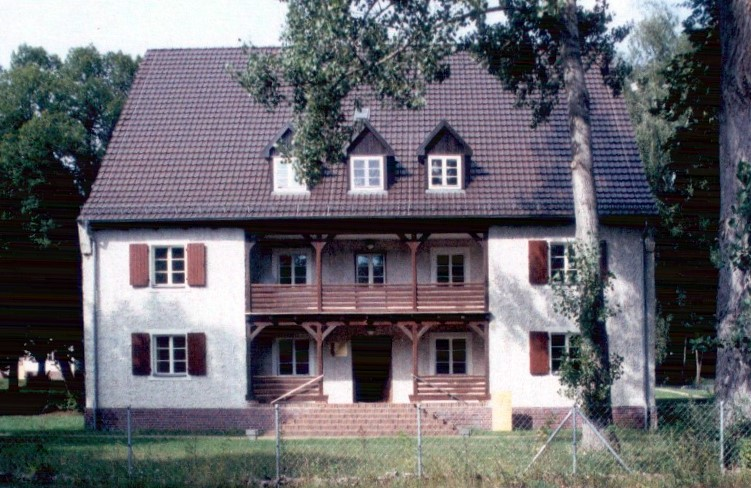
ラーフェンスブリュックの親衛隊の宿泊施設

存命中の人物から修復不可能な金歯は回収し、遺体の口からも金歯を集めよという命令が親衛隊の最高指導者ハインリヒ・ヒムラーによって下されたのは1940年9月23日であった。そのわずか2日後から、金の収集は強制的かつ徹底的に行われた。
犠牲者の遺族が金の引き渡しを求めれば、親衛隊は次のように回答した。
..... 収容所で亡くなった場合、遺体は火葬される.....、よって歯に使っていた金属を返却することはできない
ヘリンガーは1943年に女子強制収容所であるラーフェンスブロックに赴任した。ヴォルター・ゾンタークなど、彼のほかに収容所には歯科医が3人いた。収容所の医長はカール・ゲープハルトだった。
収容所には歯科部門に必要な備品はほぼ皆無であった。ヘリンガーも歯科治療にはほとんど関心を払わず、収容所の同僚がそうであったように、親衛隊の幹部将校としての一般的な仕事をこなすことに熱をあげた。ある日の午後には、50人を超える女性が裁判もなく処刑されることを止めようともせず、自分がその執行を監督さえした。彼の職務は何よりもまず、金や銀の歯、詰め物、ブリッジを回収してライヒスバンク総裁のヴァルター・フンクに送り届けることであった。軍医が死亡を認定すると、誰かが許可もとらず遺体に手を伸ばす前に、まずヘリンガーが金をもとめて遺体の口を探った。
ヘリンガーは、イギリスの特殊作戦執行部のエージェントであったリリアン・ロルフ、デニーズ・ブロック、ヴィオレット・サボーの処刑に立ち会った人物でもある。

## ラーフェンスブリュック裁判

1947年、第一回ラーフェンスブリュック裁判における判決の場面

第一回のラーフェンスブリュック裁判は1946年12月3日に開かれた。アメリカがニュルンベルクでナチスの医者裁判を開く6日前のことである。
1946年12月5日から1947年2月3日まで、イギリスの占領地域で開かれた連合国合同裁判では、ラーフェンスブリュックにいた16人の将校が裁かれた。裁判中に死亡した1名を除き、全員が有罪となった。11人には死刑が言い渡された。
ヘリンガーは囚人が収容所に来るたびに、後で回収できるようにその歯をチェックしていた。裁判前の陳述によれば、ヘリンガーも自分の仕事が遺体から金歯を回収することであることは認めていた。この作業はヘリンガー自身が行うこともあったし、囚人の1人を助手にして代わりに行わせることもあった。さらに彼は、頭を射抜かれて処刑された直後の、焼き場でまとめて火葬にふされるのを待つばかりの遺体からも金歯を抜いていた。彼によれば、そうした囚人も合法的に処刑されたものと信じていたという。
1947年2月3日、ハンブルクで行われたイギリスの軍事裁判所は彼に15年の懲役を言い渡した。彼は自身が歯科医としての務めを怠ったとは考えていなかった。

## 晩年
ドイツ連邦共和国が1949年に発足したことで、ドイツの司法機関に対する規制も緩和されることとなった。1955年5月5日、ドイツが主権回復を宣言して西側による占領期間が終わると、この規制もまた撤廃されていった。
1955年5月14日、ヘリンガーはヴェルルでイギリスが管理していた刑務所から恩赦により釈放された。同時に歯科医として復職できるよう1万ドイツマルクの特別援助金も交付された。彼はその後長い間歯科医として開業していたという。
イギリスの国立公文書館にはヘリンガーの写真6点が保管されている。

## 文献案内
- "‘Enfer Des Femmes’: Britain and The Ravensbrück-Hamburg Trials", H. Stacey (2017) Masters thesis, Canterbury Christ Church University.
- "History of Nazi Dental Gold: From Dead Bodies till Swiss Bank", Xavier Riaud (2015), Scholarena.
- Zum Selbstverständnis von Frauen im Konzentrationslager. Das Lager Ravensbrück. PhD thesis